# Gołda Tencer

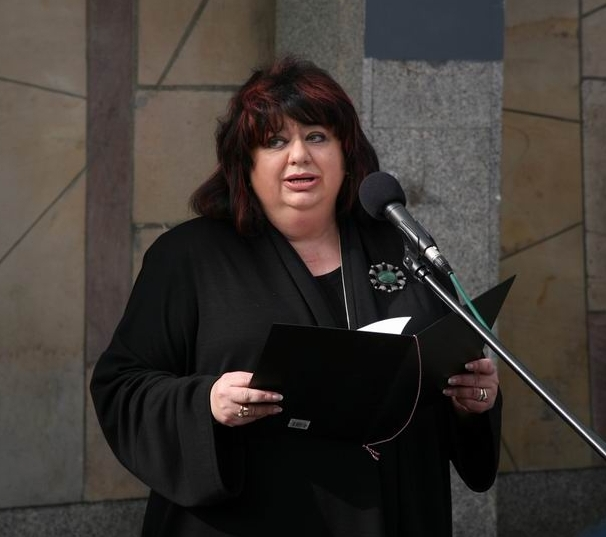
Gołda Tencer - rocznicowe spotkanie pod tablicą na warszawskim Dworcu Gdańskim, z umieszczonymi na niej słowami Henryka Grynberga: Tu więcej zostawili po sobie niż mieli; Warszawa, 40. rocznica Marca ‘68 (2008)

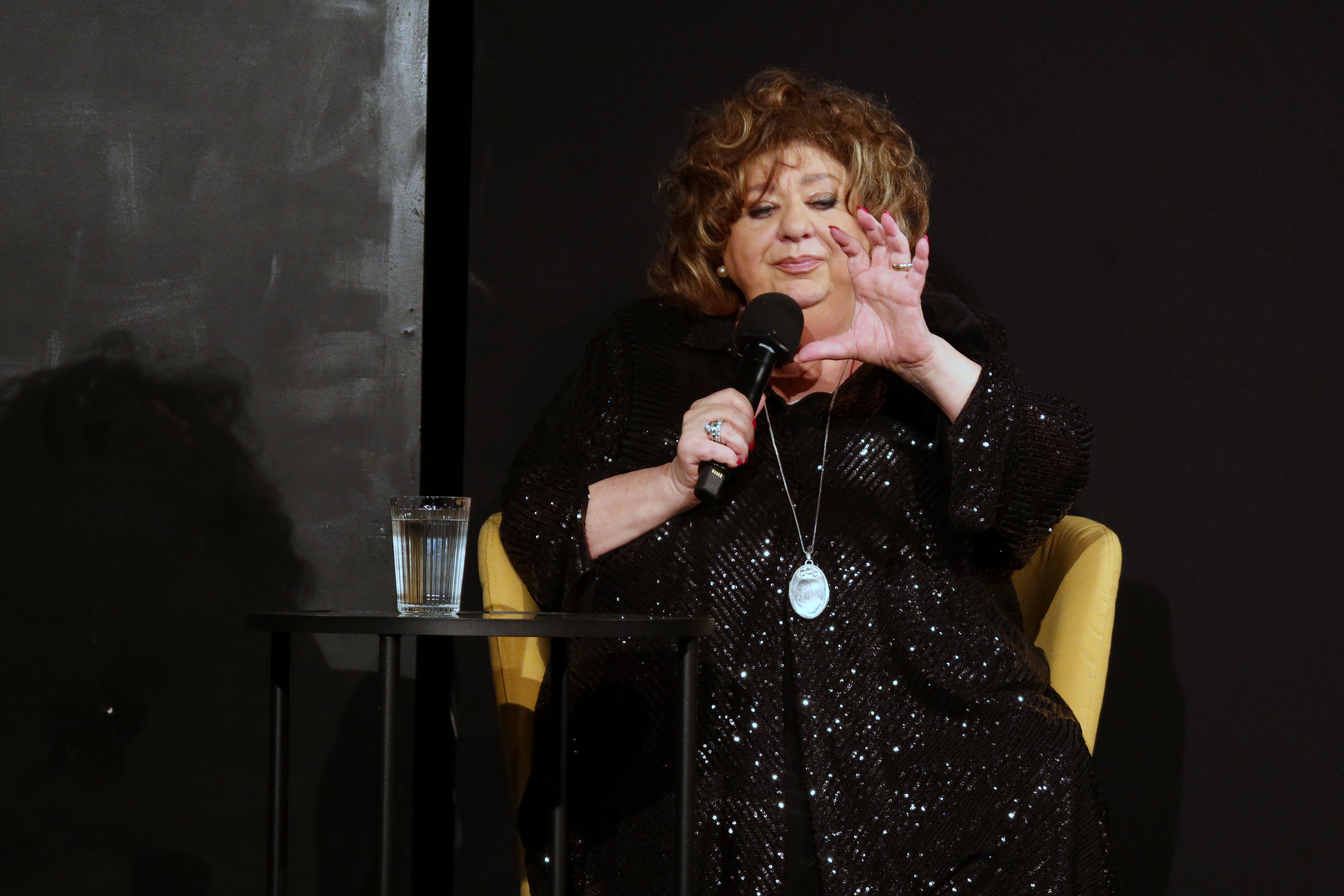
Gołda Tencer podczas spotkania w Teatrze Żydowskim w Warszawie (16 kwietnia 2025)

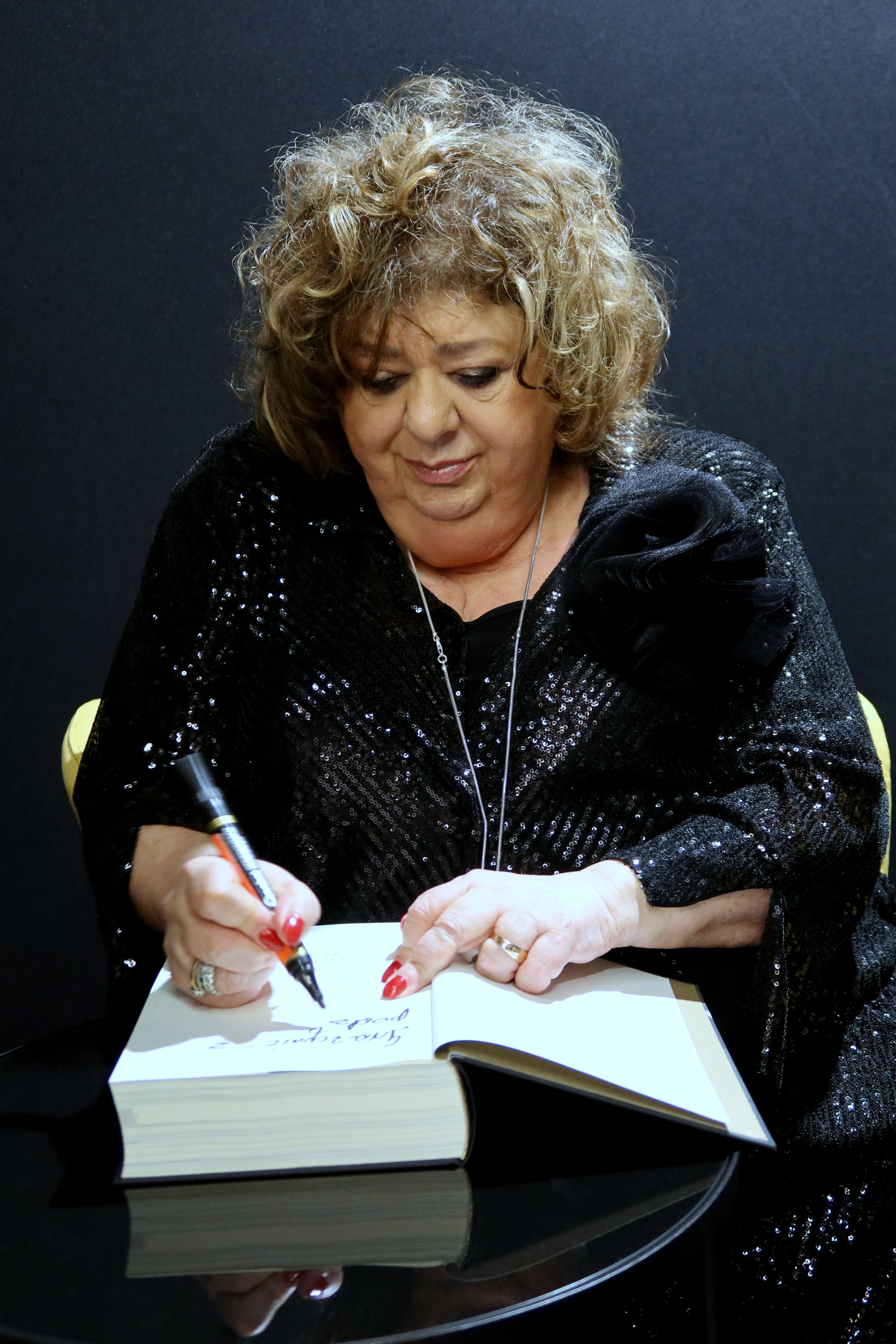
Gołda Tencer podpisuje swoją autobiografię Jidisze Mame (wyd. 2019), napisaną wspólnie z Katarzyną Przybyszewską-Ortonowską; Warszawa, 16 kwietnia 2025

Gołda Tencer-Szurmiej (jid. גאָלדע טענצער; ur. 2 sierpnia 1949 w Łodzi) – polska aktorka, reżyser i piosenkarka żydowskiego pochodzenia, od 1969 związana z Teatrem Żydowskim im. Ester Rachel i Idy Kamińskich w Warszawie, także działaczka kulturalna, popularyzatorka języka jidysz, założycielka i prezes Fundacji Shalom, organizatorka Festiwalu Kultury Żydowskiej Warszawa Singera.

## Życiorys
Urodziła się w Łodzi w rodzinie żydowskiej, jako córka Szmula Tencera (1915–1971), kaletnika ocalonego z Holokaustu i Sonii Tencer (1926–2004), która przeżyła wojnę wraz z rodziną w Związku Radzieckim. Uczyła się w Szkole Podstawowej nr 27 oraz w  XXVII Liceum Ogólnokształcącym im Icchoka Pereca przy ulicy Więckowskiego 13 w Łodzi. Obie - nieistniejące obecnie - szkoły przeznaczone były dla młodzieży żydowskiej. Tam stawiała pierwsze kroki na scenie teatru szkolnego. Jako dziecko występowała również na deskach Teatru Powszechnego w Łodzi.
W 1969 wyjechała do Warszawy na Studium Aktorskie przy Teatrze Żydowskim, które ukończyła w 1971. Artystycznie ukształtował ją dyrektor teatru Szymon Szurmiej. W 1984, jako stypendystka rządu Stanów Zjednoczonych, miała okazję zapoznać się z życiem teatralnym USA. Stypendium otrzymała za wcześniejsze dokonania aktorskie.
Jest aktorką, scenarzystką oraz reżyserem w Teatrze Żydowskim im. Ester Rachel i Idy Kamińskich w Warszawie. Jest założycielką i prezesem Fundacji Shalom. Od 2004 organizuje Festiwal Kultury Żydowskiej Warszawa Singera. Jest pomysłodawczynią nakręcenia filmu Perecowicze. Jest członkinią Komitetu Wspierania Muzeum Historii Żydów Polskich Polin w Warszawie, jak również Kolegium społecznego tej instytucji.
Laureatka Nagrody im. Tadeusza Boya-Żeleńskiego (2009) oraz „Złotej Liry”, najwyższej nagrody Izraela (1983) za zasługi w promocji kultury żydowskiej. 
Znana jest również z nagrań piosenek w języku jidysz i po polsku, np. „Miasteczko Bełz”.
W 2019 ukazała się jej autobiografia Jidisze Mame, napisana wspólnie z Katarzyną Przybyszewską-Ortonowską (Edipresse Kolekcje Sp. z o.o., Warszawa 2019, ISBN 978-83-8177-078-1). W 2020, w okolicznościowej publikacji 70 lat Teatru Żydowskiego w Warszawie (red. Agnieszka Greiner, Remigiusz Grzela; Teatr Żydowski im. Estery Rachel i Idy Kamińskich Centrum Kultury Jidysz, Warszawa 2020, ISBN 978-83-960345-0-2) opublikowała tekst Teatr Żydowski. Moje życie. W 2025, w publikacji 75 lat Teatru Żydowskiego w Warszawie (Teatr Żydowski im. Estery Rachel i Idy Kamińskich Centrum Kultury Jidysz, Warszawa 2025) ukazał się jej tekst To dla Was gramy!.
Jej mężem był Szymon Szurmiej (1923–2014), z którym ma syna Dawida (ur. 1985). Mieszka w Warszawie.

## Filmografia

### Aktorka filmowa
- 2007: Liebe nach Rezept – jako Rosha
- 2004: Alles auf Zucker! – jako Golda Zuckermann
- 1985: War and love
- 1983: The winds of war
- 1983: Haracz szarego dnia – jako Żydówka Róża
- 1982: Hotel Polan und Seine Geste – jako pani Menasze
- 1982: Austeria – jako Blanka
- 1979: Komedianci
- 1979: Gwiazdy na dachu
- 1979: Dybuk – jako Lea
- 1979: David

### Reżyser
- 2006: Dla mnie bomba
- 2002: Cud purymowy
- 2000: Kamienica na Nalewkach (wraz z Szymonem Szurmiejem)
- 1997: Ballada o brunatnym teatrze (wraz z Szymonem Szurmiejem)
- 1993: My Żydzi polscy (wraz z Szymonem Szurmiejem)
- 1992: Trubadur z Galicji
- 1986: Pieśń o zamordowanym... (wraz z Szymonem Szurmiejem)

## Ordery i odznaczenia
- Krzyż Komandorski Orderu Odrodzenia Polski (2011)[10][11]
- Krzyż Oficerski Orderu Odrodzenia Polski (2005)[12]
- Krzyż Kawalerski Orderu Odrodzenia Polski (2000)[13]
- Złoty Medal „Zasłużony Kulturze Gloria Artis” (2009)[14]

## Nagrody
- Nagroda im. Tadeusza Boya-Żeleńskiego 2019:  za tworzenie nowych przestrzeni polskiego teatru, którego integralną częścią jest prowadzony przez Nią i unowocześniany Teatr Żydowski
- Doroczna Nagroda Ministra Kultury i Dziedzictwa Narodowego w kategorii Teatr (2023)[15].